# Ospedale San Martino
L'Istituto di ricovero e cura a carattere scientifico Azienda Ospedaliera Universitaria policlinico "San Martino" - Istituto Nazionale per la Ricerca sul Cancro, spesso abbreviato in IRCCS AOU policlinico San Martino - IST, e comunemente noto solo come Ospedale San Martino di Genova, è un centro ospedaliero della Liguria.
Si trova nel quartiere omonimo della città.

## Storia
Il grande ospedale civile, destinato a sostituire quello di Pammatone ormai inadeguato, la mancanza di finanziamenti e un terreno adeguato ritardò l'inizio dei lavori, di cui si parlava già nell'ultimo ventennio dell'Ottocento, ma trovò una parziale soluzione nel 1897, grazie alla donazione del Marchese Nicolò Sauli all'Opera Pia Pammatone di 60.000 Lire. L'amministrazione comunale identificò il terreno nel 1903 e a partire dal 1907 iniziò la realizzazione del grande complesso ospedaliero su progetto dell'ing. Giuseppe Celle; i primi padiglioni furono completati nel 1911.
Dopo un rallentamento dei lavori durante la prima guerra mondiale, l'ospedale fu inaugurato nel dicembre 1923 alla presenza del giovane principe ereditario Umberto II di Savoia. Nei decenni successivi furono eseguiti ulteriori ampliamenti. Tra i più importanti la costruzione, nel 1964, del pronto soccorso, dotato di un proprio ingresso indipendente e di uno spazio per l'atterraggio di elicotteri che si avvaleva per l'accesso della nuova viabilità realizzata contestualmente alla costruzione di corso Europa.
Nel 1971 fu inaugurato il Monoblocco, il grande edificio di 14 piani, con 900 posti letto, che sovrasta l'area ospedaliera e caratterizza il panorama del quartiere. Si estende su 3000 m2, è alto 50 m e lungo 180 m. L’edificio del monoblocco è stato progettato da Luigi Carlo Daneri e da Eugenio Fuselli, attraverso una rivisitazione dell'architettura moderna, adattandola all'esigenze di un ospedale, quindi ogni piano oltre ad essere servito da 4 ascensori, è provvisto di un foyer di accoglienza da cui si diramano lateralmente diverse corsie. Inoltre l'edificio presenta forti richiami all'architettura di Le Corbusier tra cui finestre a nastro lungo tutte le logge sul prospetto principale. L'edificio ha subito un intervento di ristrutturazione interno durante gli anni 2000 per adattarlo alle nuove esigenze in campo medico-sanitario.
L'ultimo padiglione costruito è quello delle patologie complesse, inaugurato nel 2000, dove sono ospitati i reparti malattie infettive, oncologia medica ed ematologia. A partire dal 2004 sono state progettate e realizzate le modifiche al vecchio Padiglione Operatorio Centrale (padiglione 40) per adattare l'esistente struttura, la cui realizzazione risale al 1912, alla nuova destinazione. Si è resa necessaria una totale ristrutturazione che, partendo dalle opere murarie, ha interessato ogni aspetto tecnico-funzionale dell'edificio esistente. Il padiglione 40 ospita due sale dedicate alla clinica ortopedica.
Nel 2020 sono stati completati i nuovi padiglioni posti dietro il Monoblocco, che ospitano i nuovi laboratori centralizzati e il nuovo blocco operatorio centralizzato, andando a sostituire quelli all'interno dello stesso padiglione Monoblocco.
Comprendendo anche le cliniche universitarie, nell'area del polo ospedaliero sono oggi presenti ed utilizzati circa 40 edifici.

## Monumenti

### Il museo
Nel 1931 nel palazzo dell'amministrazione (anch'esso completato nel 1923), posto all'ingresso principale del complesso ospedaliero, fu realizzato un museo, aperto al pubblico, nel quale è esposto il patrimonio artistico consistente in oggetti provenienti dai demoliti ospedale di Pammatone e Ospedale degli Incurabili con la chiesa di San Colombano e dalla chiesa di Santa Caterina di Portoria, oltre che da donazioni private. Nel 1989, per scelta dell'amministrazione della XIII U.S.L., il museo è stato soppresso e le opere d'arte che lo componevano trasferite nei musei civici, in particolare in Palazzo Bianco, dove tuttora si trovano.
Tra gli oggetti che erano esposti nel museo di San Martino, una collezione di vasi e maioliche ad uso farmaceutico datate tra il XVI e il XVIII secolo e numerose opere d'arte tra le quali un dipinto di Taddeo di Bartolo (fine del XIV secolo), un polittico con scene della vita di Gesù della scuola di Luca Cambiaso e un bassorilievo di Tommaso Orsolino raffigurante la Natività..

### La chiesa
Sempre nel 1931 fu completata la costruzione della chiesa dell'ospedale, dedicata a San Francesco, della quale nel 1928 era stata posta la prima pietra, alla presenza del cardinale Carlo Dalmazio Minoretti. La chiesa, costruita su progetto di Ettore Musso in uno stile ispirato al romanico, contiene al suo interno diverse opere d'arte provenienti da chiese e strutture ospedaliere soppresse, tra le quali dipinti di Valerio Castello (Maria protettrice di Genova), Alessandro Magnasco (Transito di San Giuseppe) e Bernardo Castello (Ultima Cena), oltre ad un crocifisso ligneo di scuola del Maragliano.

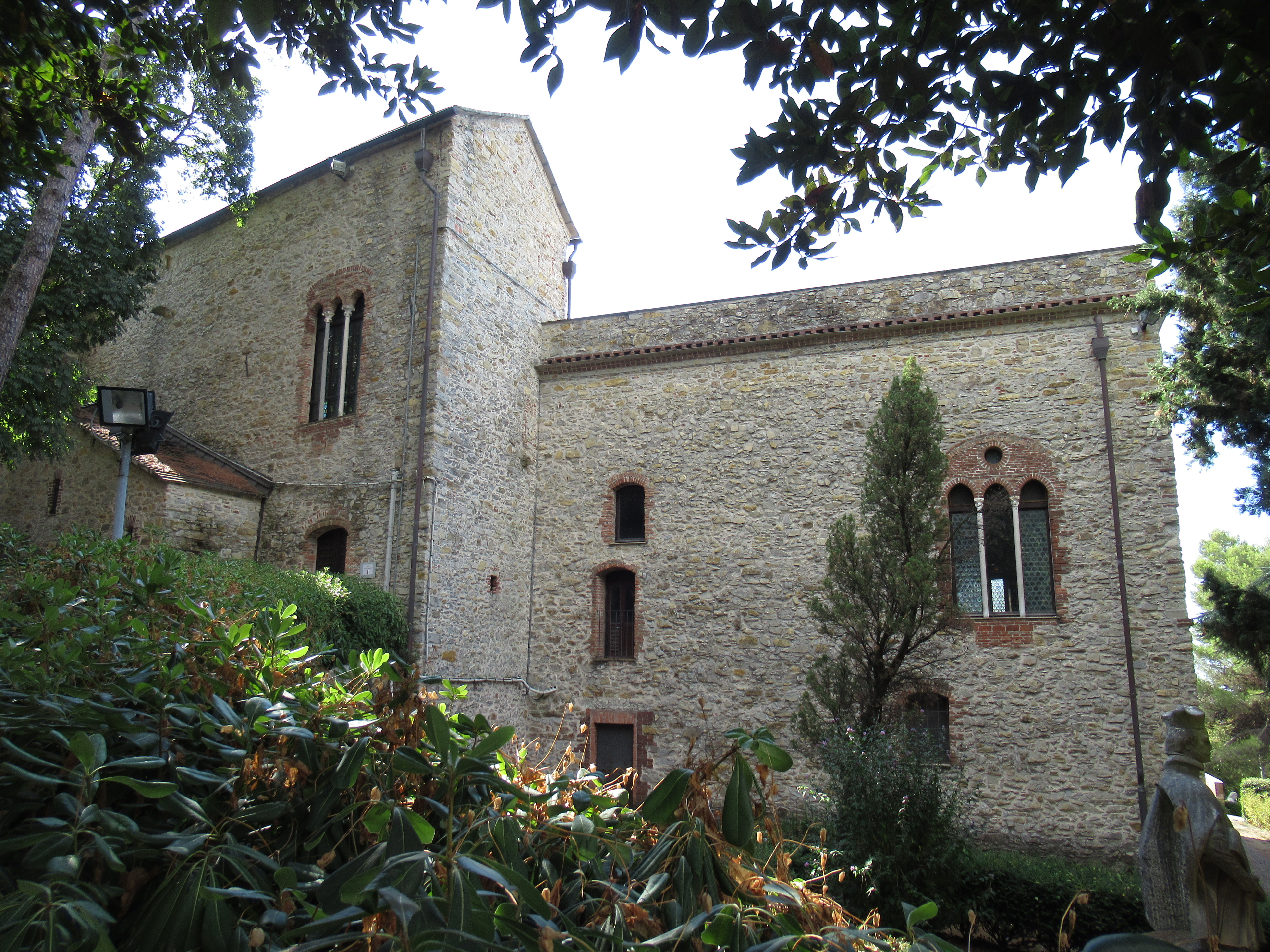
La villa Boccanegra

### La villa Boccanegra
All'interno dell'area ospedaliera si trova la villa appartenuta a Simone Boccanegra, primo doge della Repubblica di Genova, il cui nucleo più antico risale al XIII secolo. L'edificio, detto Paxetto (Palazzetto), in stile gotico con finestre quadrifore, all'epoca della costruzione dell'ospedale era ridotto ad un rudere e fu ristrutturato da Ugo Nebbia negli anni trenta grazie ad un lascito. In fase di restauro le parti mancanti furono volutamente evidenziate ricostruendole in mattoni (le parti originali sono in pietra).
Nuovi lavori di restauro, riguardanti gli interni e l'area retrostante, sono stati eseguiti tra il 2004 e il 2005. La villa ospita l'archivio storico dell'ospedale ed è utilizzata come centro congressi.

### Statue dei benefattori
All'interno del parco dell'ospedale sono ospitate 75 statue delle oltre cento presenti nei corridoi dell'Ospedale di Pammatone, altre sono invece disseminate in città in varie strutture (Palazzo di Giustizia, Loggia dei Banchi, Museo di Sant'Agostino, Convento delle Brignoline). Realizzate a partire dal 1590 fino agli inizi del XX secolo, tra cui opere di Francesco Schiaffino, queste statue raffigurano illustri personaggi maschili e femminili i cui lasciti in beneficenza hanno contribuito alla realizzazione, modernizzazione e ampliamento del vecchio ospedale, sono inoltre presenti eminenti scienziati e medici del passato della città contornati dagli strumenti del mestiere, mentre per coloro che hanno fatto un lascito sono spesso rappresentati i genovini ad indicazione della grande ricchezza, oppure mani più grandi della media come simbolo del grande valore del lascito, per altri invece il simbolo adottato è il fazzoletto che testimonia la pietà (quest'ultimo è spesso usato per le figure femminili dove era poco nobile associarle al denaro). Nel palazzo dell'amministrazione dell'ospedale è riportata una targa in marmo con i nomi di coloro che sono stati immortalati con una statua, un busto o una lapide.

## L'ospedale oggi e gli sviluppi futuri
Il 1º settembre 2011 l'Azienda Ospedaliera Universitaria San Martino si è fusa con l'Istituto Scientifico Tumori (IST), ente di diritto pubblico per la ricerca e la cura dei tumori che già era situato all'interno del complesso ospedaliero, nel nuovo IRCCS Azienda Ospedaliera Universitaria "San Martino" - IST - Istituto Nazionale per la Ricerca sul Cancro.
L'ospedale San Martino, con una superficie complessiva di 340000 m² comprensiva del parco e quasi 5000 dipendenti è uno dei complessi ospedalieri più vasti e importanti d'Europa. L'Azienda Ospedaliera Universitaria "San Martino" è centro di eccellenza di importanza nazionale e di alta specializzazione per: radioterapia, oncologia, oculistica, reumatologia, pneumologia, dipartimento d'emergenza e accettazione, ematologia, neurochirurgia, neurologia, 118 - emergenza sanitaria e trapianti.
L'ospedale è anche convenzionato con l'Università di Genova e contribuisce con alcuni reparti universitari alla formazione degli studenti della facoltà di medicina e chirurgia e delle professioni sanitarie. Grazie a questa collaborazione, gli studenti possono svolgere l'intero corso di laurea usufruendo delle strutture messe a disposizione dall'azienda sanitaria.
Il Piano urbanistico comunale del comune di Genova prevede tuttavia un ridimensionamento degli spazi destinati all'ospedale, con la riconversione di alcuni degli edifici a fine residenziale e la possibilità di apertura sulla superficie attualmente occupata dall'ospedale e dal relativo parco di alberghi, attività commerciali ed edifici destinati ad uso ufficio. Secondo quanto riportato dai media locali, i tecnici del comune ritengono necessario ridurre nei prossimi anni di circa un terzo l'area occupata dalla struttura ospedaliera.
L'ospedale, e in modo particolare l'Unit Stroke, sono collegati con  Albenga e La Spezia-Sarzana da un servizio di elisoccorso che garantisce il trasporto entro un tempo medio di 30 minuti dalla chiamata.